# Diecezja Bafoussam
Diecezja Bafoussam (łac. Diœcesis Bafussamensis) – diecezja rzymskokatolicka w Kamerunie. Powstała w 1970.

## Główne świątynie
- Katedra: Katedra św. Józefa w Bafoussam

## Biskupi diecezjalni
- Denis Ngande (1970 – 1978)
- André Wouking (1979 – 1998)
- Joseph Atanga, SI (1999 – 2009)
- Dieudonné Watio (2011 – 2021)
- Paul Lontsié-Keuné (od 2021)